# Vélodrome d'Argyll
Le vélodrome d'Argyll est un vélodrome en plein air situé dans la ville d'Edmonton, dans la province d'Alberta, au Canada. 

## Historique
Le vélodrome a été construit par la ville d'Edmonton, en 1977, afin d'y accueillir les épreuves de cyclisme sur piste des Jeux du Commonwealth de 1978. 

## Description
La piste du vélodrome est en béton, sa longueur est d'un tiers de kilomètres, soit 333,33 mètres, sa largeur est de 7 mètres et ses virages ont une inclinaison allant jusqu'à 33 degrés.

## Localisation
Il est situé dans la partie sud du centre d'Edmonton, sur la 88e rue, dans l'enceinte de l'Argyll Park, l'un des nombreux parcs urbains que possèdent la ville.